# 鄭浚隆
鄭浚隆（英語：Cheng Chun Lung，2003年1月4日—），香港童星。其弟弟鄭耀軒亦是香港童星。他曾在多部剧集中演出，包括在《谁家灶头无烟火》、《荃加福禄寿探案》和《换乐无穷》中饰演学生，以及在《大太监》中饰演小太监。